# (10198) Pinelli
(10198) Pinelli est un astéroïde de la ceinture principale.

## Description
(10198) Pinelli est un astéroïde de la ceinture principale. Il fut découvert le 6 décembre 1996 à Cima Ekar par Maura Tombelli et Ulisse Munari. Il présente une orbite caractérisée par un demi-grand axe de 2,87 UA, une excentricité de 0,05 et une inclinaison de 2,9° par rapport à l'écliptique.

## Compléments